# Kiribati ai Giochi della XXIX Olimpiade
Kiribati ha partecipato ai Giochi della XXIX Olimpiade che i sono svolti a Pechino dall'8 al 24 agosto 2008.

## Atletica leggera

### Maschile
Eventi di corsa e prova su strada
| Atleta          | Evento | Batteria | Batteria  | Semifinale      | Semifinale      | Finale          | Finale          |                 |
| Atleta          | Evento | Tempo    | Posizione | Tempo           | Posizione       | Tempo           |                 |                 |
| --------------- | ------ | -------- | --------- | --------------- | --------------- | --------------- | --------------- | --------------- |
| Rabangaki Nawai | 100 m  | 11.29    | 73        | non qualificato | non qualificato | non qualificato | non qualificato | non qualificato |

## Sollevamento pesi

### Maschile
| Atleta         | Evento | Strappo   | Strappo    | Slancio   | Slancio    | Totale           | Classifica       |
| Atleta         | Evento | Risultato | Classifica | Risultato | Classifica | Totale           | Classifica       |
| -------------- | ------ | --------- | ---------- | --------- | ---------- | ---------------- | ---------------- |
| David Katoatau | -85 kg | 85        | 16         | 110       | –          | non classificato | non classificato |